# Kevin Oh
Kevin Oh (Hangul: 케빈오; Long Island, Nueva York, Estados Unidos; 29 de agosto de 1990) es un cantautor coreano-estadounidense. Es el ganador de Superstar K7. Lanzó su primer EP, Stardust, el 20 de enero de 2017. También participó en el programa de JTBC, Superband.

## Vida personal
Kevin Oh nació el 29 de agosto de 1990 en Long Island, Nueva York, Estados Unidos.
Se graduó de Dartmouth College en 2012.
El 19 de noviembre de 2015, fundó junto a su padre Sam, su hermana Samantha y su prima Caitlin Seo, una empresa familiar de auriculares llamada Axel Audio. La iniciativa había sido lanzada anteriormente en Kickstarter en mayo del mismo año, donde superaron su meta de $180 000, recaudando más de $200 000.
En abril de 2022, se confirmó que estaba saliendo con la actriz Gong Hyo-jin.
El 17 de agosto de 2022, Oh anunció a través de sus redes sociales que se casarían en octubre en Estados Unidos.
El 11 de octubre de 2022, se casó en Nueva York en una ceremonia privada, acompañados por sus amigos más cercanos.

## Discografía

### EPs
| Título   | Detalles del álbum                                                                         | Posición más alta | Ventas     |
| Título   | Detalles del álbum                                                                         | COR               | Ventas     |
| -------- | ------------------------------------------------------------------------------------------ | ----------------- | ---------- |
| Stardust | - Lanzamiento: 20 de enero de 2017 - Discográfica: CJ E&M - Formatos: CD, descarga digital | 35                | - KOR: 701 |

### Sencillos
| Título                                                                                 | Año  | Posición más alta | Ventas (DL) | Álbum                |
| Título                                                                                 | Año  | COR               | Ventas (DL) | Álbum                |
| -------------------------------------------------------------------------------------- | ---- | ----------------- | ----------- | -------------------- |
| «Stardust»                                                                             | 2017 | —                 | —           | Stardust             |
| «Sorry» (알아줘)                                                                       | 2017 | —                 | —           | (Sencillo sin álbum) |
| «—» indica que el álbum no alcanzó posición alguna o no fue lanzado en ese territorio. |      |                   |             |                      |

### Banda sonoras
| Año  | Título                                       | Álbum                          |
| ---- | -------------------------------------------- | ------------------------------ |
| 2016 | «Baby Blue»                                  | Dear My Friends OST            |
| 2017 | «Be My Light»                                | Chicago Typewriter OST         |
| 2017 | «With You»                                   | Manhole OST                    |
| 2018 | «One More Flight»                            | Twelve Nights OST              |
| 2019 | «I Can't Say It's Only You»                  | Clean with Passion for Now OST |
| 2020 | «Mind»                                       | Hot Stove League OST           |
| 2020 | «Falling Slow»                               | More Than Friends OST          |
| 2021 | «Crazy»                                      | D.P. OST (con Primary)         |
| 2021 | «Higher (Acoustic Version)»                  | D.P. OST (con Primary)         |
| 2021 | «Free»                                       | D.P. OST (con Primary)         |
| 2021 | «Higher (Synth Version)»                     | D.P. OST (con Primary)         |
| 2022 | «Memories More than Love»                    | Snowdrop OST                   |
| 2022 | «Where My Heart Falls» (내 마음 내리는 곳에) | Yumi's Cells (Temporada 2) OST |